# Lars Bäcklund
Lars Bäcklund, född 7 februari 1932 i Gävle, död 1 juni 2023 i Uppsala, var en svensk läkare och professor i klinisk fysiologi vid Uppsala universitet. 
Bäcklund tog studenten i Gävle där han även växte upp, varefter han 1951 flyttade till Uppsala för att studera medicin. Han var förste kurator vid Gästrike-Hälsinge nation 1955–1956, utnämndes till hedersledamot 1970 och verkade som inspektor vid nationen 1975–2001. Bäcklund disputerade 1963 på en studie om urinledarens fysiologi, erhöll en docentur och blev slutligen professor. Från Kommunalvalet 2006 till 2014 var han kommunfullmäktiges ordförande i Uppsala kommun (moderat).

## Offentliga uppdrag
- Kommunfullmäktiges ordförande i Uppsala (m)